# Bomber
Bomber —en español: Bombardero — es el tercer álbum de la banda de rock británica Motörhead (aunque el cuarto en ser grabado- véase On Parole). Fue lanzado al mercado en 1979, el mismo año que Overkill. El álbum llegó al n.º 12 de las listas británicas y contiene algunas de sus canciones más populares, como "Bomber", "Dead Men Tell No Tales" y "Stone Dead Forever".

## Historia
Durante la grabación de este álbum, el productor Jimmy Miller estaba sumido en su adicción a la heroína, llegando a ausentarse del estudio y aparecer durmiendo en el coche. Irónicamente el álbum contiene su primera canción antiheroína - "Dead Men Tell No Tales".
El álbum mostraba a un Lemmy pegando duro a la policía en "Lawman", al matrimonio y como su padre les abandonó a  él y a su madre en "Poison", a la televisión en "Talking Head" y al show business en "All the Aces". La canción que da nombre al álbum fue inspirada por la novela de Len Deighton, Bomber. En la canción "Step Down" "Fast" Eddie Clarke adopta el papel de vocalista.

## Lista de canciones
Todas las canciones compuestas por Ian Kilmister, Phil Taylor y Eddie Clarke, excepto donde se indique lo contrario.

### Álbum original
1. "Dead Men Tell No Tales" – 3:07
2. "Lawman" – 3:56
3. "Sweet Revenge" – 4:10
4. "Sharpshooter" – 3:19
5. "Poison"  – 2:54
6. "Stone Dead Forever" – 4:54
7. "All the Aces" – 3:24
8. "Step Down" – 3:41
9. "Talking Head" – 3:40
10. "Bomber" – 3:43

#### Pistas adicionales
1. "Over the Top" – 3:21
  - Editado originalmente como Cara B de 'Bomber'.
2. "Leaving Here" (Lamont Dozier, Brian Holland, Edward Holland) [Live] – 3:02
3. "Stone Dead Forever [Live]" – 5:20
4. "Dead Men Tell No Tales [Live]" – 2:54
5. "Too Late Too Late [Live]" – 3:21
  - Pistas 12 - 15 pertenecían originalmente a The Golden Years EP de 1980.

### Edición Deluxe

#### Disco 1
1. "Dead Men Tell No Tales" – 3:07
2. "Lawman" – 3:56
3. "Sweet Revenge" – 4:10
4. "Sharpshooter" – 3:19
5. "Poison"  – 2:54
6. "Stone Dead Forever" – 4:54
7. "All the Aces" – 3:24
8. "Step Down" – 3:41
9. "Talking Head" – 3:40
10. "Bomber" – 3:43

#### Disco 2
1. "Over the Top" - 3:20
2. "Stone Dead Forever [Alternative Version]" - 4:34
3. "Sharpshooter" [Alternative Version]" - 3:16
4. "Bomber [Alternative Version]" - 3:35
5. "Step Down [Alternative Version]" - 3:29
6. "Leaving Here [Live]" (Dozier, Holland, Holland) - 3:02
7. "Stone Dead Forever [Live]" - 5:31
8. "Dead Men Tell No Tales [Live]" - 2:44
9. "Too Late Too Late [Live]" - 3:20
10. "Step Down [Live]" - 3:49

## Créditos
- Lemmy (Ian Kilmister) - voz, bajo
- "Fast" Eddie Clarke - guitarra, voz en "Step Down"
- Phil "Philthy Animal" Taylor - batería

- Adrian Chesterman - diseño gráfico
- Joe Petagno - logo de Snaggletooth
- Jimmy Miller - producción
- Trevor Hallesy - ingeniero